# Cretotaulius ultimus
Cretotaulius ultimus is een fossiele soort schietmot uit de familie Necrotauliidae.